# Ourense Club de Fútbol
L'Ourense CF és un club de futbol gallec de la ciutat d'Ourense. Va ser fundat l'any 1977 com a Ponte Ourense Club de Fútbol, i va canviar de nom l'any 2014, després de la dissolució del CD Ourense, i actualment juga a Primera Federació, i celebra els partits a casa a l'Estadio O Couto, que té una capacitat de 5.659 espectadors.

## Història
La temporada 1993-94 ha estat la més reeixida de la història del club ja que va aconseguir el seu principal objectiu: l'ascens a Tercera Divisió, convertint-se així en l'únic equip de la província en aquesta categoria. El club es va fundar com a Puente Ourense CF abans de passar a denominar-se Ponte Ourense CF el 1997 i el 2014 amb el nom actual. El 21 de maig de 2022, l'Ourense va ascendir a Segona Divisió RFEF després de vèncer el Llerenense per 4-0 en els playoffs d'ascens.

### Noms històrics
- Puente Ourense Club de Fútbol - (1977–97)
- Ponte Ourense Club de Fútbol - (1997–2014)
- Ourense Club de Fútbol - (2014–)

## Temporada a temporada
| Temporada | Nivell | Divisió    | Lloc | Copa del Rei |
| --------- | ------ | ---------- | ---- | ------------ |
| 1977–78   | 8      | 3a Reg.    | 1r   |              |
| 1978–79   | 7      | 2a Reg.    | 1r   |              |
| 1979–80   | DNP    | DNP        | DNP  |              |
| 1980–81   | 8      | 3a Reg.    | 8è   |              |
| 1981–82   | 7      | 2a Reg.    | 11è  |              |
| 1982–83   | 6      | 1a Reg.    | 10è  |              |
| 1983–84   | 6      | 1a Reg.    | 15è  |              |
| 1984–85   | 6      | 1a Reg.    | 4t   |              |
| 1985–86   | 6      | 1a Reg.    | 14è  |              |
| 1986–87   | 6      | 1a Reg.    | 18è  |              |
| 1987–88   | 6      | 1a Reg.    | 4t   |              |
| 1988–89   | 6      | 1a Reg.    | 8è   |              |
| 1989–90   | 6      | 1a Reg.    | 16è  |              |
| 1990–91   | 7      | 2a Reg.    | 10è  |              |
| 1991–92   | 7      | 2a Reg.    | 1r   |              |
| 1992–93   | 6      | 1a Reg.    | 14è  |              |
| 1993–94   | 5      | Reg. Pref. | 1r   |              |
| 1994–95   | 4      | 3a         | 9è   |              |
| 1995–96   | 4      | 3a         | 2n   |              |
| 1996–97   | 4      | 3a         | 2n   |              |

| Temporada | Nivell | Divisió    | Lloc | Copa del Rei |
| --------- | ------ | ---------- | ---- | ------------ |
| 1997–98   | 4      | 3a         | 5è   |              |
| 1998–99   | 4      | 3a         | 7è   |              |
| 1999–2000 | 4      | 3a         | 15è  |              |
| 2000–01   | 4      | 3a         | 3r   |              |
| 2001–02   | 4      | 3a         | 11è  |              |
| 2002–03   | 4      | 3a         | 8è   |              |
| 2003–04   | 4      | 3a         | 18è  |              |
| 2004–05   | 5      | Reg. Pref. | 3r   |              |
| 2005–06   | 5      | Reg. Pref. | 14è  |              |
| 2006–07   | 5      | Pref. Aut. | 4t   |              |
| 2007–08   | 5      | Pref. Aut. | 3r   |              |
| 2008–09   | 5      | Pref. Aut. | 19è  |              |
| 2009–10   | 6      | 1a Aut.    | 6è   |              |
| 2010–11   | 6      | 1a Aut.    | 7è   |              |
| 2011–12   | 6      | 1a Aut.    | 7è   |              |
| 2012–13   | 5      | Pref. Aut. | 20è  |              |
| 2013–14   | 6      | 1a Aut.    | 7è   |              |
| 2014–15   | 6      | 1a Aut.    | 3r   |              |
| 2015–16   | 5      | Pref.      | 8è   |              |
| 2016–17   | 5      | Pref.      | 2n   |              |

| Temporada | Nivell | Divisió | Lloc    | Copa del Rei  |
| --------- | ------ | ------- | ------- | ------------- |
| 2017–18   | 4      | 3a      | 9è      |               |
| 2018–19   | 4      | 3a      | 6è      |               |
| 2019-20   | 4      | 3a      | 2n      |               |
| 2020-21   | 4      | 3a      | 8è / 3r | Primera ronda |
| 2021–22   | 5      | 3a RFEF | 2n      |               |
| 2022–23   | 4      | 2a Fed. | 13è     |               |
| 2023–24   | 4      | 2a Fed. | 1r      |               |
| 2024–25   | 3      | 1a Fed. |         |               |

- 1 temporada a Primera Federació
- 2 temporades a Segona Federació
- 14 temporades a Tercera Divisió
- 1 temporada a Tercera Divisió RFEF